# Fratele meu are un frate formidabil
Fratele meu are un frate formidabil (titlul original: în cehă Můj brácha má prima bráchu) este un film  de comedie cehoslovac, realizat în 1975 de regizorul Stanislav Strnad, 
după un subiect de Karel Bečka, protagoniști fiind actorii Libuše Šafránková, Jan Hrušínský, Roman Čada și Ivana Maříková.

## Rezumat
Honza Pavelka câștigă cursele de viteză de motociclete pentru juniori. Fratele său ma mic, Martin, în vârstă de treisprezece ani, care este asistentul și totodată cel mai mare fan al său, răspunde la întrebările prietenei sale colega de școală Pavlína pe un ton superior. Studenta Zuzana, care i-a dat eșarfa lui Honza pentru a o purta la gât la curse ca talisman, este iubita lui Honza. A cunoscut-o când a venit o dată acasă la părinții ei pentru a repara televizorul. Honza refuză invitația la sărbătorirea evenimentului împreună cu prietenii săi. În schimb, pleacă la Zuzana, dar ea îi refuză avansurile intime. Tânărul jignit, care urmează să-și facă cei doi ani de stagiu în armată, încearcă să o șantajeze emoțional și cuplul se desparte.
Martin încearcă diverse scheme pentru a-i reuni din nou. Zuzana nu merge la film unde Honza a cumpărat bilete, dar ceea ce funcționează în cele din urmă este o comandă falsă de reparat televizorul Zuzanei. Părinții Zuzanei sunt plecați de acasă și cuplul își petrece noaptea împreună. 
Honza pleacă în armată, dar Zuzana nu-i scrie deloc. Fratele mai mic intervine din nou. El descoperă că fata este nefericită și supărată, pentru că nu știe ce să facă deoarece a rămas gravidă neplanificat. Martin face autostopul să vorbească cu fratele său.
Honza aflând acestea vrea să se căsătorească imediat după depunerea jurămâtului în armată. Martin prezintă cu curaj celor două familii cum stă treaba și ca urmare a înțelegerii, nunta poate avea loc. Dar fratele mai mic ratează ceremonia din familie. A plecat să rezolve o altă posibilă problemă, obținând permisiunea de la comandantul garnizoanei ca mirele să poarte la nuntă îmbrăcăminte civilă.

## Distribuție
- Libuše Šafránková – studenta Zuzana Vránová
- Jan Hrušínský – reparatorul de televizor Honza Pavelka
- Roman Čada – Martin, fratele lui Honza numit și Prcek
- Ivana Maříková – Pavlínka, prietena lui Martin
- Slávka Budínová – vânzătoarea Pavelková, mama lui Honza
- Josef Bláha – șofer de autobuz Josef Pavelka, tatăl
- Blažena Holišová – Vránová, mama lui Zuzana
- Vladimír Menšík – adjunctul economic František Vrána, tatăl lui Zuzana
- Zdeněk Řehoř – dr. Navrátil
- Otakar Brousek – colonelul garnizoanei
- Bedřich Prokoš – directorul școlii
- Ladislav Trojan – profesorul
- Václav Fišer – ministrul
- Jiří Lír – maestru de ceremonii la primărie
- Miroslav Homola – organizator la bal
- Ludmila Roubíková – contabila Růžičková
- Jana Švandová – telefonista de servici
- Josefa Pechlátová – femeia în vârstă
- Zdeněk Šavrda – vânzător  de bilete la cinema
- Vítězslav Černý – spectatorul gras
- Jiří Kodet – actorul în forșpan
- Jarmila Orlová – actrița în forșpan
- Petr Skarke – locotenentul la Praga
- Jiřina Bílá – poștărița

## Premii și nominalizări
- 1975 Festivalul de Film de la Moscova
  - Medalie de argint pentru film